# Tour der walisischen Rugby-Union-Nationalmannschaft nach Südafrika 1995
| Tour der Waliser nach Südafrika 1995 | Tour der Waliser nach Südafrika 1995 | Tour der Waliser nach Südafrika 1995 | Tour der Waliser nach Südafrika 1995 | Tour der Waliser nach Südafrika 1995 |
| Übersicht                            | S                                    | G                                    | U                                    | N                                    |
| ------------------------------------ | ------------------------------------ | ------------------------------------ | ------------------------------------ | ------------------------------------ |
| Test Matches                         | 1                                    | 0                                    | 0                                    | 1                                    |
| Sonstige Spiele                      | 1                                    | 0                                    | 0                                    | 1                                    |
| Gesamt                               | 2                                    | 0                                    | 0                                    | 2                                    |
|                                      |                                      |                                      |                                      |                                      |
| Südafrika                            | 1                                    | 0                                    | 0                                    | 1                                    |

Die Tour der walisischen Rugby-Union-Nationalmannschaft nach Südafrika 1995 umfasste eine Reihe von Freundschaftsspielen der walisischen Rugby-Union-Nationalmannschaft. Sie reiste im August und September 1995 durch Südafrika und bestritt zwei Spiele. Dazu gehörten ein Test Match gegen die südafrikanische Nationalmannschaft (die drei Monate zuvor Weltmeister geworden war) und eine Begegnung mit einem Auswahlteam. Beide Spiele endeten mit einer Niederlage der Waliser.

## Spielplan
- Hintergrundfarbe rot = Niederlage

(Test Matches sind grau unterlegt; Ergebnisse aus der Sicht von Wales)
| # | Datum              | Gegner                  | Ort          | Stadion            | Ergebnis |
| - | ------------------ | ----------------------- | ------------ | ------------------ | -------- |
| 1 | 29. August 1995    | South-Eastern Transvaal | Witbank      | Witbank Stadium    | 6:47     |
| 2 | 02. September 1995 | Südafrika               | Johannesburg | Ellis Park Stadium | 11:40    |

## Test Match
| 2. September 1995 | Südafrika                                                                                         | 40 : 11        | Wales                                         | Ellis Park Stadium, Johannesburg Zuschauer: 48.000 Schiedsrichter: Joël Dumé (Frankreich) |
| 2. September 1995 | Versuche: Mulder Pienaar Small Teichmann Wiese Erhöhungen: Stransky (3) Straftritte: Stransky (3) | (18:8) Bericht | Versuche: Bennett Straftritte: N. Jenkins (2) | Ellis Park Stadium, Johannesburg Zuschauer: 48.000 Schiedsrichter: Joël Dumé (Frankreich) |

Aufstellungen:
- Südafrika: Mark Andrews, James Dalton, Marius Hurter, André Joubert, Hennie le Roux, Ruben Kruger, Japie Mulder, Jacques Olivier, Francois Pienaar , James Small, Joel Stransky, Balie Swart, Gary Teichmann, Joost van der Westhuizen, Kobus Wiese
- Wales: Paul Arnold, Mark Bennett, John Davies, Ieuan Evans, Andrew Gibbs, Simon Hill, Jonathan Humphreys , Neil Jenkins, Derwyn Jones, Gareth Jones, Christian Loader, Andrew Moore, Hemi Taylor, Gareth Thomas, Justin Thomas 
 Auswechselspieler: Garin Jenkins, Andy Moore, Mark Taylor